# Песня-91
Песня-91 —XXI советский фестиваль советской эстрадной песни из серии «Песня года».
Последняя советская «Песня года». 
Девиз фестиваля: «Ждем гостей со всех волостей!».
Праздничный юбилейный вечер был записан в Останкино. А уже 27 декабря 1991 года ЦТ прекратило вещание в связи с распадом СССР и реорганизацией Всесоюзной ГТРК в телерадиокомпанию «Останкино».
Производство: ТО «Музыка»
Продолжительность - 04:56
Количество песен – 52 (исключая пародии)
Автор сценария: Виктор Черкасов, В.Коровин 
Режиссер: Виктор Черкасов.
Образцово-показательный оркестр Комендатуры Московского Кремля под управлением Павла Овсянникова.
Концерт показан по ЦТ 1 января 1992 года. 
Ведущие: Ангелина Вовк и Евгений Меньшов.
Все участники вышли в первом отделении под музыку Марша весёлых ребят из кинофильма «Весёлые ребята»(Исаак Дунаевский—Василий Лебедев-Кумач).
Был представлен Совет чемпионов: Урмас Отт, Анна Шилова, Виктор Вуячич, Валентина Толкунова, Лев Лещенко,  Эдита Пьеха, Иосиф Кобзон.
Были представлены сидящие на сцене спонсоры фестиваля в лице представителей фирм Новая заря и других. 
В память о Великой отечественной войне были исполнены песни:  Бьется в тесной печурке огонь (исполнитель Евгений Меньшов), В лесу прифронтовом (исполнитель Виктор Вуячич), Тёмная ночь  и Огонёк (На позицию девушка провожала бойца) (Евгений Меньшов и Ангелина Вовк), Песенка фронтового шофера (Меньшов, Вовк и Вуячич). 

## Фон
История фестиваля была тесно связана с историей страны, и в нем отражались все перемены, происходившие в обществе.
1990-ые годы —период дезактуализации наследия советской эстрады. Особое развитие массовой советской песни закончено, рок-музыка интегрируется в эстрадный репертуар, появляются новые эстрадные жанры, снятие экономических ограничений способствует зарождению шоу-бизнеса.   

## Популярные песни года, представленные на фестивале
- Ну и что (автор музыки и слов Геннадий Богданов, исполнитель группа «Русские» , солист Геннадий Богданов)
- Я вернусь (Игорь Тальков) - посмертно, диплом вручили близким Игоря Талькова[8][9]
- Морячка (Газманов, исполнитель Олег Газманов и группа «Эскадрон»)[8]
- Странник (Игорь Николаев, исполнительница Ирина Аллегрова)
- Не тронь чужого (Ал-др Левин - Ек.Горбовская, исполнительница Роксана Бабаян)
- Вася (Евг.Хавтан - Вал.Сюткин, исполнитель Группа «Браво»)
- Ты, ты, ты (Тончо Русев - Леон.Дербенев, исполнитель Филипп Киркоров)[8]
- Парень из Африки (Сергей Лемох, исполнитель группа «Кар-Мэн»)[8]

## Лауреаты
Лауреаты фестиваля:
| №  | Название песни                  | Автор музыки                     | Автор стихов                                  | Исполнитель                                                                               |
| -- | ------------------------------- | -------------------------------- | --------------------------------------------- | ----------------------------------------------------------------------------------------- |
| 1  | 1 отделение: Алёшка             | Игорь Матвиенко                  | Александр Шаганов                             | Женя Белоусов                                                                             |
| 2  | Танго на льду                   | Леон. и Арсений Петросовы        | Сергей Кузнецов                               | Анжелина Петросова                                                                        |
| 3  | Соловей-разбойник               | Андрей Потёмкин - Барри Алибасов | Николай Денисов                               | На-на, руководитель Барри Алибасов                                                        |
| 4  | Здравствуй, сынок               | Оскар Фельцман                   | Михаил Рябинин                                | Валентина Толкунова                                                                       |
| 5  | Сорок пять                      | Вячеслав Добрынин                | Михаил Рябинин                                | Валентина Толкунова                                                                       |
| 6  | Ну и что                        | Геннадий Богданов                | Геннадий Богданов                             | Группа «Русские», солист Геннадий Богданов                                                |
| 7  | Ванька                          | Игорь Лученок                    | Николай Третьяков                             | Ядвига Поплавская и Александр Тиханович                                                   |
| 8  | Беспокойное сердце              | Игорь Лученок                    | А. Маркевич                                   | Гость - Виктор Вуячич                                                                     |
| 9  | Я вернусь                       | Игорь Тальков                    | Игорь Тальков                                 | памяти Игоря Талькова (убит 6.10.1991)                                                    |
| 10 | День без тебя                   | Игорь Крутой                     | Римма Казакова                                | Ольга Кормухина                                                                           |
| 11 | Морячка                         | Олег Газманов                    | Олег Газманов                                 | Олег Газманов и группа «Эскадрон»                                                         |
| 12 | Странник                        | Игорь Николаев                   | Игорь Николаев                                | Ирина Аллегрова                                                                           |
| 13 | Настольная лампа                | Виктор Чайка                     | Симон Осиашвили                               | Алексей Глызин и группа «Ура»                                                             |
| 14 | Станция Таганская               | Игорь Матвиенко                  | Александр Шаганов                             | группа «Любэ», солист Николай Расторгуев                                                  |
| 15 | Не тронь чужого                 | Ал-др Левин                      | Ек.Горбовская                                 | Роксана Бабаян                                                                            |
| 16 | Уходят годы                     | Илья Любинский                   | Илья Любинский                                | Гость - Лев Лещенко                                                                       |
| 17 | За кордон                       | Игорь Крутой                     | С.Романов                                     | Александр Кальянов                                                                        |
| 18 | Америка-разлучница              | Игорь Демарин                    | Юрий Рогоза                                   | Ирина Шведова                                                                             |
| 19 | Вася                            | Евгений Хавтан                   | Валерий Сюткин                                | Группа «Браво»                                                                            |
| 20 | Запомни меня молодой и красивой | Виктор Чайка                     | Симон Осиашвили                               | Таня Овсиенко и группа «Вояж»                                                             |
| 21 | Пой, моя гитара                 | Юрий Лоза                        | Юрий Лоза                                     | Юрий Лоза и группа «Джем»                                                                 |
| 22 | Ты, ты, ты                      | Тончо Русев                      | Леонид Дербенёв                               | Филипп Киркоров                                                                           |
| 23 | О, Сан-Ремо!                    | Лора Квинт                       | Ольга Клименкова                              | Андрей Билль                                                                              |
| 24 | Казино                          | Вячеслав Добрынин                | Михаил Рябинин                                | Вячеслав Добрынин                                                                         |
| 25 | К маме                          | Александр Морозов                | Леонид Дербенёв                               | Александр Морозов                                                                         |
| 26 | Первые цветы                    | Андрей Державин                  | Симон Осиашвили                               | Андрей Державин и группа «Сталкер»                                                        |
| 27 | Старый знакомый                 | Аркадий Укупник                  | Кирилл Крастошевский                          | Лариса Долина                                                                             |
| 28 | Самовар и пряники               | Александр Иванов                 | Анатолий Поперечный                           | Надежда Бабкина                                                                           |
| 29 | 2 отделение: Только сейчас      | Игорь Крутой                     | Римма Казакова                                | Участники конкурса «Ялта-91» Мурад Насыров, Алексей Молдалиев, Марина Хлебникова и другие |
| 30 | Останься, молодость             | Георгий Мовсесян                 | Феликс Лаубе                                  | Гость- Урмас Отт                                                                          |
| 31 | Женский возраст                 | Ю. Цветков                       | Борис Шифрин                                  | Гость- Эдита Пьеха                                                                        |
| 32 | Сторона родная                  | Дмитрий Маликов                  | Александр Шаганов                             | Дмитрий Маликов                                                                           |
| 33 | Белые ночи                      | Николай Караджия                 | Борис Дубровин                                | Ансамбль «Оризонт»                                                                        |
| 34 | Листья летнего сада             | Игорь Демарин                    | Николай Зиновьев                              | Игорь Демарин с участием Ирины Шведовой                                                   |
| 35 | Твои серые глаза                | В.Сайко                          | О.Клименкова                                  | Сергей Рогожин и группа «Форум»                                                           |
| 36 | Парень из Африки                | Сергей Лемох                     | Сергей Лемох                                  | гости - группа «Кар-Мэн»                                                                  |
| 37 | Дама с собачкой                 | Александр Добронравов            | Лариса Рубальская                             | ансамбль «Весёлые ребята», солист Александр Добронравов                                   |
| 38 | Сиреневый туман                 | Яков Сашин                       | Евгения Матусовская, интерпретация .В.Маркина | Владимир Маркин                                                                           |
| 39 | Межсезонье                      | А.Клевицкий                      | Лариса Рубальская                             | Анне Вески                                                                                |
| 40 | Малебу                          | Михаил Муромов                   | Михаил Муромов                                | Михаил Муромов и группа «Сладкий яд»                                                      |
| 41 | Ты мой бог                      | Сосо Павлиашвили                 | Симон Осиашвили                               | Ирина Понаровская                                                                         |
| 42 | Музыка друзьям                  | Сосо Павлиашвили                 | Наталья Шемятенкова                           | Сосо Павлиашвили                                                                          |
| 43 | Молодушки-молодки               | Александр Лукьянов               | Борис Шифрин                                  | Екатерина Шаврина                                                                         |
| 44 | Платье                          | Александр Морозов                | Николай Зиновьев                              | Гость - Иосиф Кобзон                                                                      |
| 45 | Серенада                        | Георгий Мовсесян                 | Феликс Лаубе                                  | Гость - Иосиф Кобзон                                                                      |
| 46 | Черное море, белый мерседес     | Ал-др Лукьянов                   | Леонид Дербенёв                               | Маша Распутина                                                                            |
| 47 | Свадебные цветы                 | Игорь Крутой                     | Игорь Николаев                                | Гости - Сёстры Роуз                                                                       |
| 48 | Давайте Люся потанцуем          | Сергей Березин                   | Лариса Рубальская                             | Группа «Нескучный сад», художественный руководитель Сергей Березин                        |
| 49 | Караван любви                   | Владимир Матецкий                | Михаил Шабров                                 | София Ротару                                                                              |
| 50 | Была - не была                  | Владимир Матецкий                | Михаил Файбушевич                             | София Ротару                                                                              |
| 51 | Я заводной                      | Андрей Потемкин                  | Николай Денисов                               | Гость - Валерий Леонтьев                                                                  |